# Riri, Fifi, Loulou
 (août 2019).
Si vous disposez d'ouvrages ou d'articles de référence ou si vous connaissez des sites web de qualité traitant du thème abordé ici, merci de compléter l'article en donnant les références utiles à sa vérifiabilité et en les liant à la section « Notes et références ».
Pour les articles homonymes, voir Riri, Fifi et Loulou.
Riri, Fifi, Loulou  est une chanson française enfantine de Chantal Goya sous la musique de Jean-Jacques Debout et écrite par Roger Dumas. 
Le texte de cette chanson met en scène les trois neveux du personnage Donald Duck de Walt Disney.
Il explique aux enfants combien les trois neveux sont des modèles à suivre pour la société, "ils font la cuisine et tout le reste à la maison, mieux que leurs cousines ils repassent les pantalons, [...] Riri, Fifi, Loulou, soyez gentils mais surtout soyez sages, Riri, Fifi, Loulou, car tous les autres enfants de votre âge, Riri, Fifi, Loulou, rêvent de ressembler à votre image. Ils font du sport et des efforts pour être des Castors juniors.".